# Gijsbertus Derksen
Gijsbertus Derksen (Doesburg, 25 november 1870 - Arnhem, 23 april 1920) was een Nederlands kunstschilder, tekenaar en aquarellist.

## Leven en werk
Derksen wilde al als kind kunstschilder worden. Zijn eerste lessen kreeg hij van Hendrik Willebrord Jansen. Vervolgens studeerde hij aan de Koninklijke Academie van Beeldende Kunsten te Den Haag en later aan de Rijksakademie van beeldende kunsten te Amsterdam, onder August Allebé en Nicolaas van der Waay. Na zijn studie vestigde hij zich te Zelhem, in de Achterhoek, waar hij huwde met Heintje Gerdessen en leraar werd aan een avondschool. Daarnaast werkte hij als kunstschilder en had zijn atelier in een schuur bij zijn huis. Hij schilderde vooral landschappen en figuurstukken, veelal "en plein air", in een realistische, soms impressionistische stijl met veel aandacht voor kleur en licht. Ook maakte hij portretten.
Derksen maakte studiereizen naar Parijs en Italië. Hij was lid van Kunstenaarsvereniging Sint Lucas en Arti et Amicitiae te Amsterdam en exposeerde op de tentoonstelling van Hollandse Levende Meesters in 1907. Na een slopende ziekte overleed hij in 1920, nog geen vijftig jaar oud.
Werk van Derksen bevindt zich onder andere in de collectie van het Rijksmuseum Amsterdam.

## Galerij

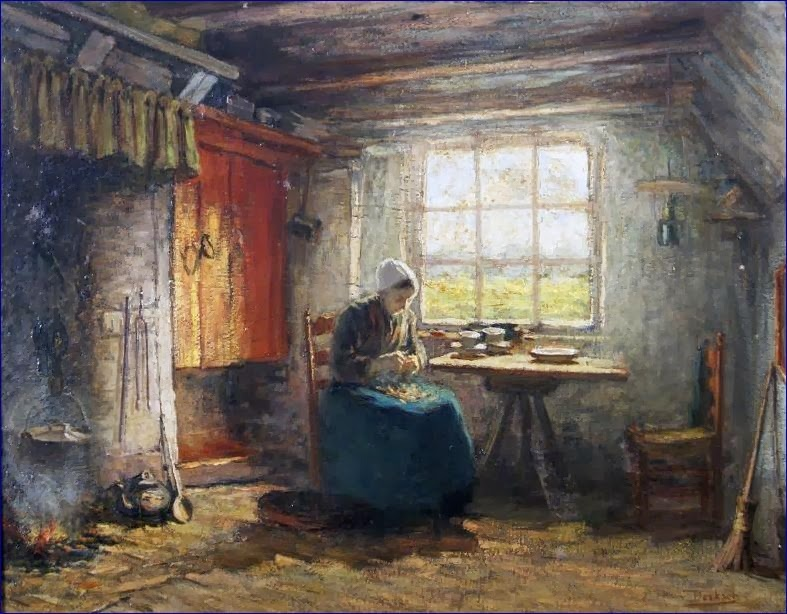
Aardappelschilster in een interieur
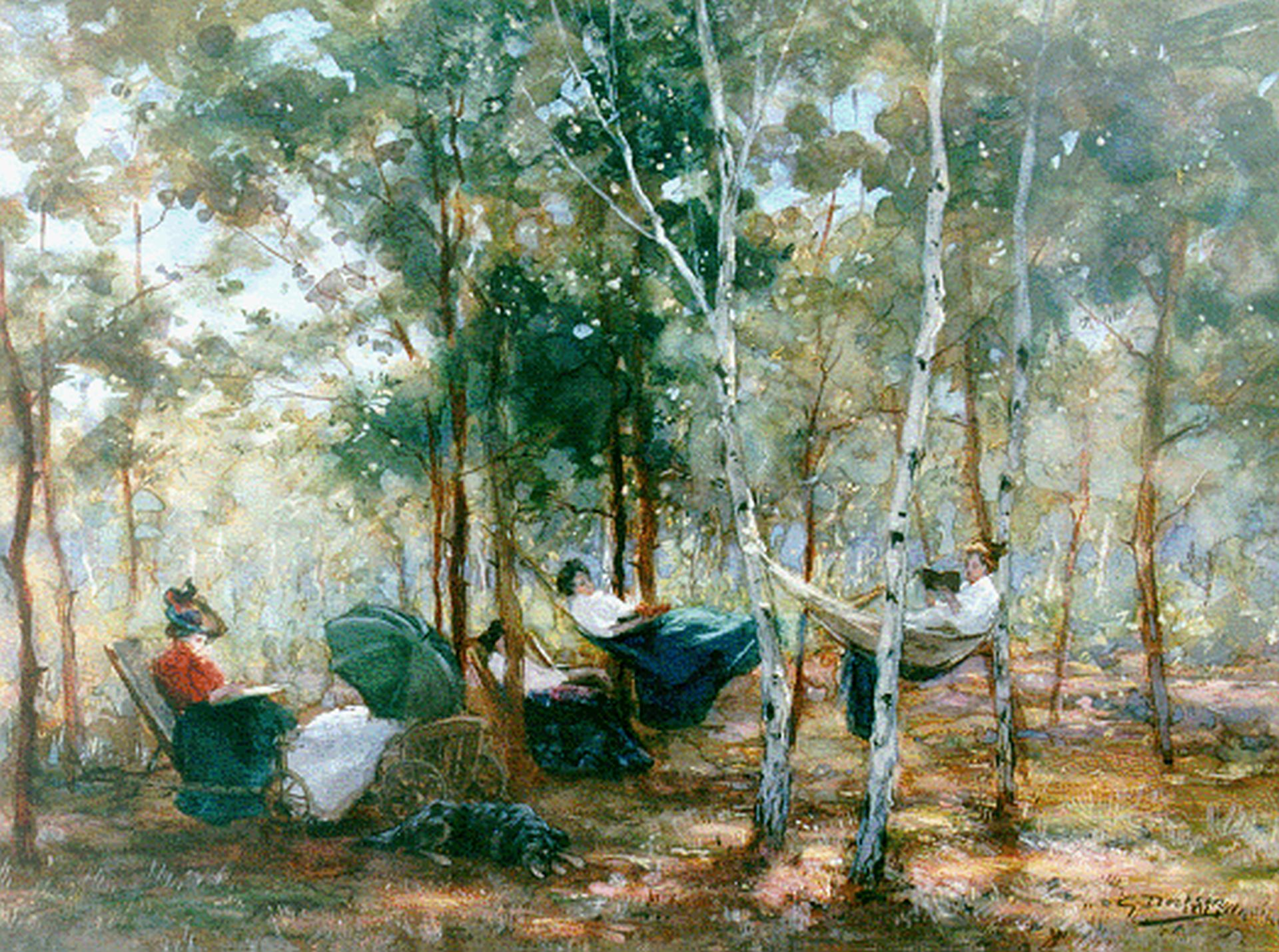
Een ontspannen zomermiddag
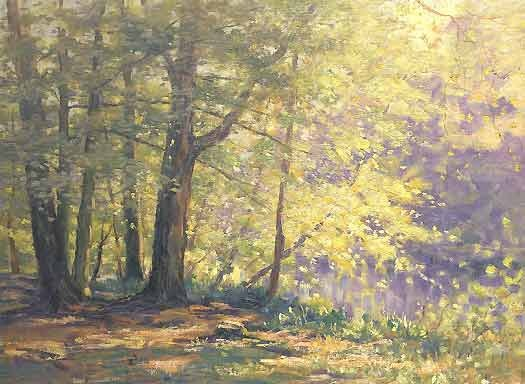
Pelikaanbos
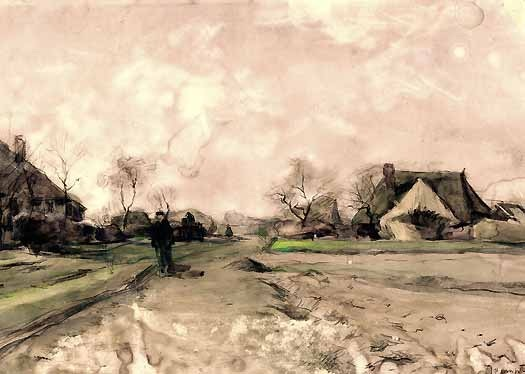
Boerenlandschap, aquarel
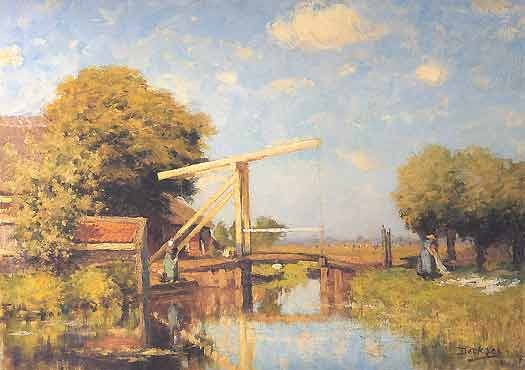
Poldervaart met ophaalbrug
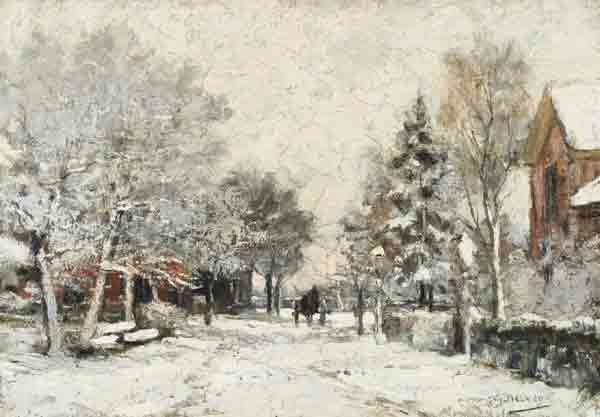
Koestraat in Zelhem, met gemeentehuis
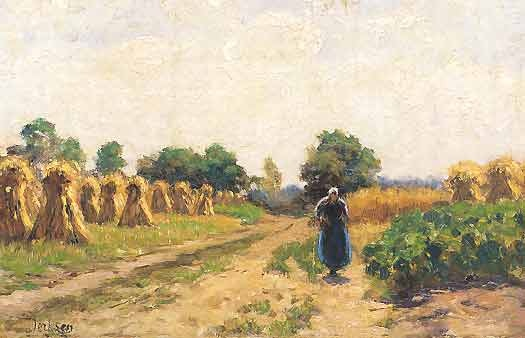
Zomers landschap
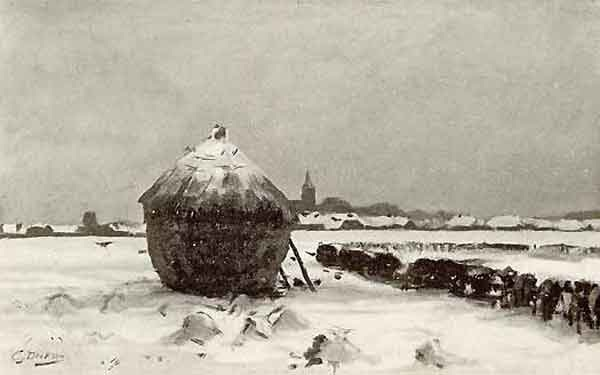
Zicht op Zelhem